# Холланд, Эми
Эми Холланд (англ. Amy Holland, урождённая Эми Селесте Буэрзма (англ. Amy Celeste Boersma); род. 15 мая 1953 года) — американская поп-рок певица. Она получила премию «Грэмми» в номинации «Лучший новый артист» в 1981 году, за её одноимённый дебютный альбом, содержащий песню «How Do I Survive», вошедшую в Billboard Hot 100.

## Биография
Холланд имеет нидерландское происхождение. Она сменила фамилию Буэрзма на Холланд в честь своей изначальной родины, поскольку это было бы лучше для её музыкальной карьеры. Её матерью является звезда кантри-музыки Esmereldy, а отцом — оперный перец Харри Буэрзма (англ. Harry Boersma). Первый альбом под названием Amy Holland, выпущенный в 1980 году и спродюсированный вокалистом группы Doobie Brothers Майклом Макдольдом (и ставшим супругом Холланд три года спустя) содержал хит «How Do I Survive», занявший 22-е место в американском хит-параде Billboard Hot 100. Второй альбом On Your Every Word, выпущенный в 1983 году, содержал сингл «Ain’t Nothing Like the Real Thing»/«You’re All I Need to Get By» с Крисом Кристианом, занявший 88-е место в Billboard Hot 100, а также 21-е место в чарте Adult Contemporary chart. В этом же году двё её песни вошли в саундтрек к фильму «Лицо со шрамом». Одна из песен Холланд, записанная для «Лица со шрамом», «She’s on Fire», также используется в видеоигре Grand Theft Auto III. Как жена Майкла Макдональда, она выступала бэк-вокалисткой в записях таких групп, как First Call.
В 2008 году Холланд выпустила альбом The Journey to Miracle River на Chonin Records. Продюсером стал старый друг Бэрни Чьяравалль (англ. Bernie Chiaravalle, вокалист и гитарист Майкла Макдональда с 1988 года). Альбом этот записывался в Нэшвилле в течение 8-летнего периода. Холланд является соавтором 10 из 12 написанных песен Чьяравалля, наряду с такими авторами как Джон Мэгнин Гудвин (англ. John Magnin Goodwin), Джон Вэзнер (англ. Jon Vezner) и Майкл Макдональд. Остальные песни были сочинены Роббеном Фордом и Чаззом Фритчелом (англ. Chazz Frichtel). Музыканты: Бэрни Чьяравалль (гитара, басы, клавишные, барабаны и вокал), Шэнном Форест (англ. Shannon Forrest) (барабаны), Винсент Гилл (вокал), Майкл Макдональд (клавишные, вокал), Джон Дэдрик (англ. John Deaderick) (клавишные), Тим Экерс (англ. Tim Akers) (клавишные), Стюарт Данкан (англ. Stuart Duncan) (скрипка), Тим Лорш англ. (Tim Lorsch) (скрипка), Дилан Макдональд (англ. Dylan McDonald) (вокал) и Дилан Моррисон (англ. Dylan Morrison) (бас). Они собираются начать запись четвёртого альбома, о чём Холланд объявила на своей странице в Facebook.
Холланд и её супруг Майкл Макдональд живут в Нэшвилле, штат Теннеси. У них двое детей — Дилан (англ. Dylan, род. в 1987 г.) и Скарлетт (англ. Scarlett, род. в 1991 г.).

## Дискография

### Альбомы
- Amy Holland[англ.] (Capitol Records, 1980) U.S. #146
- On Your Every Word[англ.] (Capitol Records, 1983) (re-released by EMI in 2005)
- The Journey to Miracle River[англ.] (Chonin Records, 2008)
- Light On My Path[англ.] (Chonin Records, 2016)

### Синглы
- «How Do I Survive?» US #22, US AC #34
- «Ain’t Nothing Like the Real Thing/You’re All I Need to Get By» (дуэт с Крисом Кристианом[англ.]) US #88, US AC #21
- «Anytime You Want Me» US #110
- «Shake Me, Wake Me (When It’s Over)»
- «(I Hang) On Your Every Word»
- «I’ll Never Give Up»
- «She’s On Fire»
- «Turn Out the Night»
- «Learn to Love Again» (дуэт с Крисом Фарреном (англ. Chris Farren)
- «Shootin' For the Moon»

## Фильмография

### Избранные сборники саундтреков
- Лицо со шрамом (1983) — «Turn out the Night» (ошибочно названа как «Turn out the Light») и «She’s on Fire»
- Ночь кометы (1984) — «Learn to Love Again» (дуэт с Крисом Фарреном)
- Love Lives On[англ.] (1985) — «Lullaby» (дуэт с Дэвидом Палмером[англ.])
- Волчонок (1985) — «Shooting for the Moon»
- Огни святого Эльма (1985) — «For Just a Moment (Love Theme from St. Elmo’s Fire)» (дуэт с Донни Джерардом (англ. Donny Gerrard)
- Square Dance[англ.] (1987) — «Home»
- The Lion of Africa (1987) — «Nothin' We Can Do» (дуэт с Крисом Фарреном)
- К-9 (1989) — «Iko Iko»
- Одна жизнь, чтобы жить (1994) — «All I Know» (дуэт с Майклом Макдональдом)

### Телевидение
- Young Oh! Oh! (1980) — «How Do I Survive»
- Solid Gold[англ.] (1980) — «How Do I Survive»
- Auf Los Geht's Los (1980) — «Strengthen My Love», «How Do I Survive», «Stars»
- Toppop (1980) — «How Do I Survive», «Stars»
- The Kenny Everett Video Show[англ.] (1980) — «Strengthen My Love», «How Do I Survive» ,"Show Me the Way Home"
- Music Fair[англ.] (1980) — «How Do I Survive»
- American Bandstand (1983) — «(I Hang) On Your Every Word», «Shake Me, Wake Me (When It's Over)[англ.]»